# Shishiga
|  | Shishiga er også kælenavnet for det russiske militær transportkøretøj GAZ-66 |
Shishiga (russisk: шишига, også kaldet Leshenka – лешенка) er et russisk hunfabeldyr. Væsnet beskrives som hvid og nøgen og med langt sort hår. Hun kan kun ses om aftenen, hvor hun driller mennesker og giver uheld til fulderikker.
Væsnet er også en vigtig del af komifolkets mytologi. Antagelig bor hun i floden Kama, hvor hun ofte kommer op på bredden for at børste sit hår. Enhver, der ser hende, må snart lide druknedøden eller dø af en anden årsag.